# Paul Mescal
Paul Colm Michael Mescal (sinh ngày 2 tháng 2 năm 1996) là một diễn viên người Ireland. Anh học diễn xuất tại Học viện Lir và sau đó biểu diễn trong các vở kịch tại các nhà hát Dublin. Mescal nổi tiếng với vai diễn trong loạt phim ngắn Normal People (2020), giành được Giải thưởng truyền hình BAFTA và được đề cử Giải Primetime Emmy.

## Danh mục phim
- 2019: Bump ... Matt
- 2020: Normal People ... Connell Waldron
- 2020: The Deceived ... Seán McKeogh
- 2021: The Lost Daughter ... Will
- 2022: God's Creatures ... Brian O'Hara
- 2022: Aftersun ... Calum Paterson
- 2022: Carmen ... Aidan
- 2023: All of Us Strangers ... Harry
- 2023: Foe ... Junior
- 2024: Gladiator II ... Lucius Verus

## Nhạc kịch
- 2017: The Great Gatsby ... Jay Gatsby
- 2017–2018: The Red Shoes ... Prince
- 2018: The Plough and the Stars ... Lieutenant Langon
- 2018: Asking for It ... Bryan
- 2018: A Midsummer Night's Dream ... Demetrius
- 2018: A Portrait of the Artist as a Young Man ... Stephen Dedalus
- 2020: The Lieutenant of Inishmore ... Mad Padraic
- 2022–2023: A Streetcar Named Desire ... Stanley Kowalski